# Conteh (Gambia)
Conteh (Schreibvariante: Konteh) ist eine Ortschaft im westafrikanischen Staat Gambia.
Nach einer Berechnung für das Jahr 2013 leben dort etwa 876 Einwohner, das Ergebnis der letzten veröffentlichten Volkszählung von 1993 betrug 863.

## Geographie
Conteh, in der Central River Region im Distrikt Nianija am nördlichen Ufer des Gambia-Flusses liegt rund 1,3 Kilometer nördlich von Chamen entfernt.